# Anton Krollmann
Anton Krollmann, född 1798, död 1869, var en tysk flöjtist. 

## Biografi
Anton Krollmann föddes 1798. Krollmann var musikdirektör vid ett hannoveranskt gardesregemente. Han skrev åtskilliga värdefulla kompositioner för flöjt.